# Kongoussi
Kongoussi  là một tổng thuộc  Bam (tỉnh) ở tây bắc Burkina Faso. Thủ phủ là thị xã Kongoussi. Theo điều tra dân số năm 1996, tổng này có tổng dân số 61.245 người.

## Các thị xã và làng xã
- Thị xã Kongoussi
- Badinogo (số 1)
- Badinogo (số 2)
- Birou
- Boalin
- Bogonam
- Bogonam-Foulbé
- Daribiti (số 1)
- Daribiti (số 2)
- Darigma
- Dinguilga
- Imieré
- Gonsé
- Kiella
- Kora
- Kora-Foulbé
- Kondibito
- Kougrisséogo
- Kouka
- Koumbango
- Kourpellé
- Loagha
- Loagha-Foulbé
- Lourgou
- Mogodin
- Nakindougou
- Niénéga-Mossi
- Niénéga-Foulbé
- Nongsom
- Nongsom-Foulbé
- Ranga
- Rambo-Wottionma
- Rissiam
- Sam
- Sakou
- Sakou-Foulbé
- Sandouré
- Sankondé
- Sargo
- Senopoguian
- Senorsingué
- Sorgho-Yargo
- Tamponga
- Tangaye
- Tanguiema
- Temnaoré
- Temnaoré-Foulbé
- Touka
- Woussé
- Yalga
- Yalgo
- Yalka
- Yougounini
- Zingguima
- Zoura
- Zoura-Foulbé